# Rehimena surusalis
Rehimena surusalis là một loài bướm đêm thuộc họ Crambidae. Nó được tìm thấy ở Úc (bao gồm New South Wales), China (bao gồm Hồng Kông), quần đảo quần đảo Andaman, Sri Lanka, Indonesia, Đài Loan, Hàn Quốc và Nhật Bản.
Sải cánh dài khoảng 16 mm.

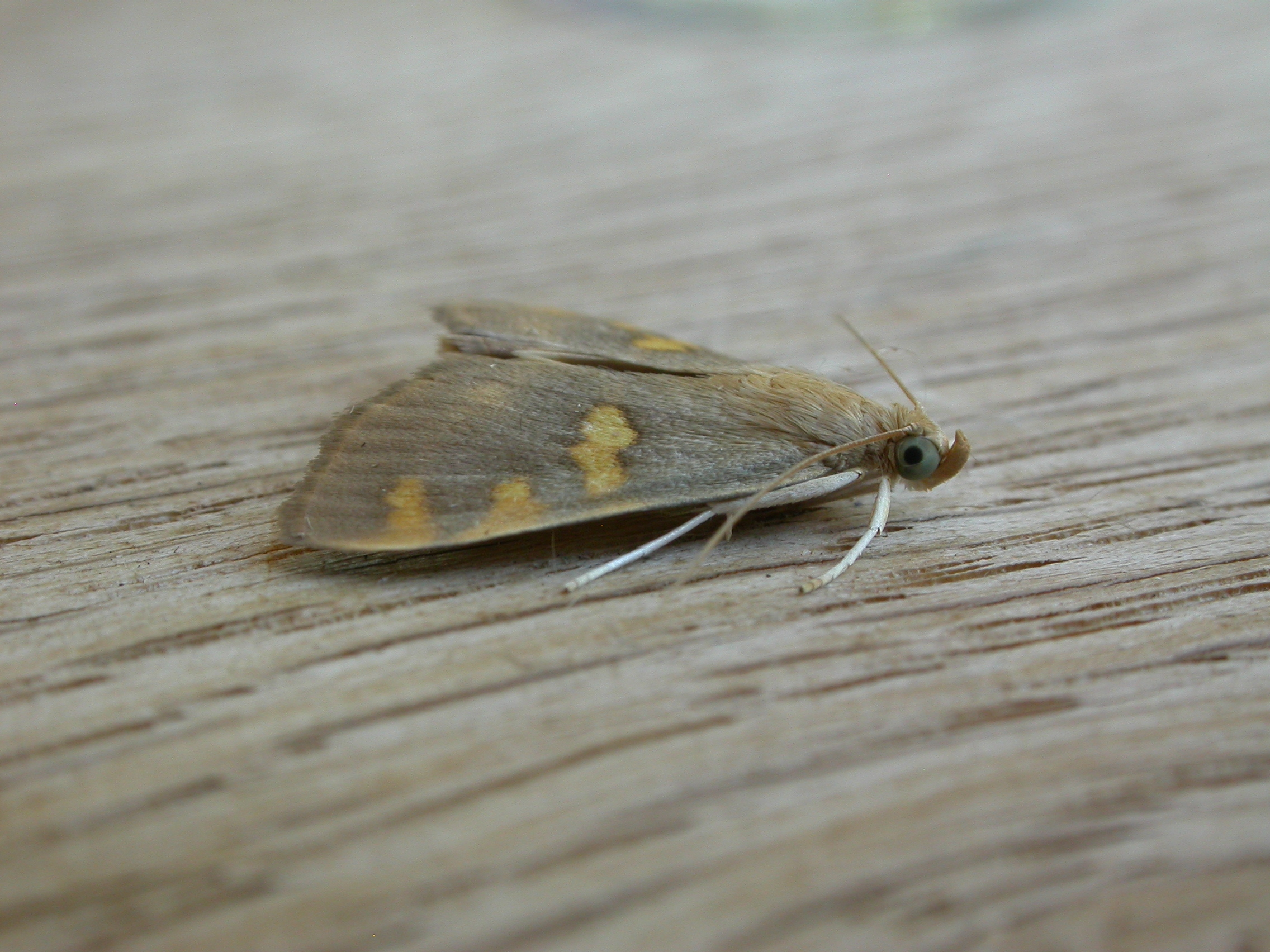
Eggs

The larvae bore in the buds của Hibiscus tiliaceus.

## Hình ảnh

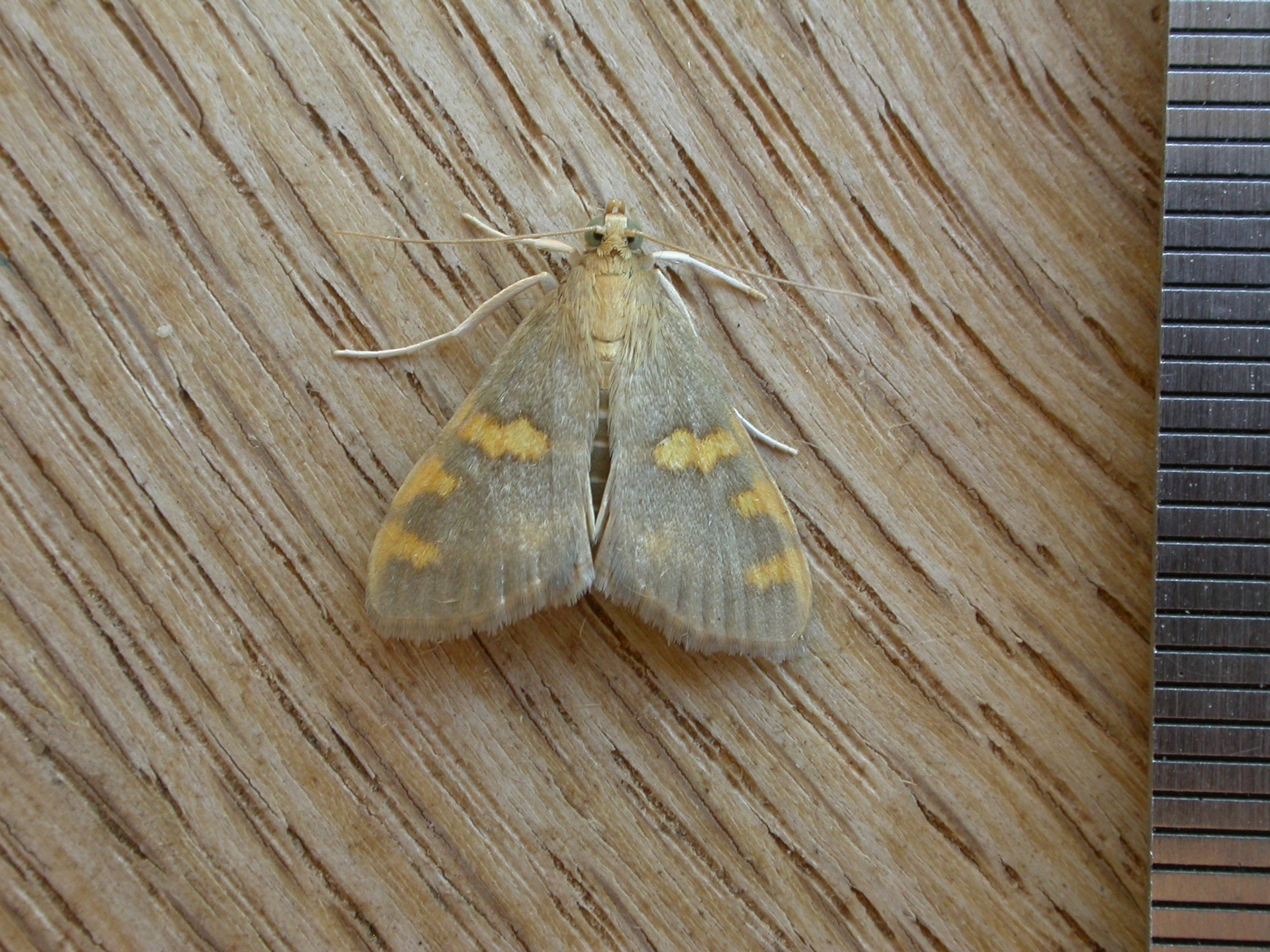